# Wega Jahnke
Wega Wirth-Jahnke (* 18. September 1943 in Dettingen; † 26. Mai 1998 (Anm.)) war eine deutsche Schauspielerin.

## Leben
Wega Jahnke hatte ihre künstlerische Ausbildung bei Else Bongers in Berlin erhalten und ihr Theaterdebüt in Bonn gegeben. Später sah man sie unter anderem auch in Frankfurts Theater im Zoo. Den überwiegenden Teil ihrer Bühnenkarriere blieb die Schwäbin freischaffend, Gastspiele führten sie unter anderem nach München.
Jahnke war neben ihrer Film- und Fernsehtätigkeit auch vereinzelt in Hörspielen zu erleben, so 1977 in Gaslicht. Hauptsächlich arbeitete sie jedoch für die Bühne. Sie war mit dem Regisseur und Dramaturgen Franz Peter Wirth verheiratet.

## Filmografie
- 1960: Bumerang
- 1962: Die glücklichen Jahre der Thorwalds
- 1964: Das Pferd
- 1965: Trilltrall und seine Brüder
- 1967: Der Tod läuft hinterher
- 1968: Zur Hölle mit den Paukern
- 1969: Alte Kameraden
- 1970: Die Marquise von B.
- 1972: Alexander Zwo
- 1972: Kinderheim Sasener Chaussee
- 1973: Oh Jonathan – oh Jonathan!
- 1975: Der Wittiber
- 1976: Minna von Barnhelm
- 1978: PS – Geschichten ums Auto Staffel 3
- 1979: St. Pauli-Landungsbrücken (Fernsehserie, 1 Folge)
- 1979: Die Buddenbrooks
- 1980: Guten Abend, Mrs. Sunshine
- 1980: Spaß beiseite, Herbert kommt
- 1980: Familienfest
- 1982: Ein Stück Himmel
- 1983: Tiefe Wasser
- 1983: Nesthäkchen (TV-Serie)
- 1983–1988: Derrick (TV-Serie, vier Folgen)
- 1984: Der Alte (TV-Serie, drei Folgen)
- 1985: Weißblaue Geschichten (TV-Episode)
- 1985: Verkehrsgericht, Folge 8
- 1986: Die Wächter
- 1989: Schwarzenberg
- 1994: Frankenberg
- 1996: Adieu, mon ami